# از آستارا تا استارباد
از آستارا تا استارباد کتابی از منوچهر ستوده (۲۸ تیر ۱۲۹۲ – ۲۰ فروردین ۱۳۹۵) ایران‌شناس، جغرافی‌دان تاریخی، استاد دانشگاه تهران و پژوهشگر ایرانی است که در سال ۱۳۶۶ منتشر و در مراسم کتاب سال جمهوری اسلامی ایران به‌عنوان کتاب برگزیده معرفی شد.
ستوده دربارهٔ این کتاب نوشته است: «از آستارا تا خلیج حسینقلی در استارباد بیست و اندی سال طول کشید و تمام کوه و دشت این منطقه را بررسی کردم و پنج جلد کتاب از آستارا تا استارباد تالیف شد. البته آن وقت‌ها ماشینی نبود پیاده یا با قاطر از محلی به محل دیگر می‌رفتم با دو دوربین عکاسی و سایر وسایل به کول.» … «ضمن این کار برخوردیم به اسناد و مدارک تاریخی که در خانواده‌ها نگهداری می‌شد. مثلاً خانواده سادات درازگیسو و خانواده سادات مفیدی در گرگان. در آن وقت آقای ایرج افشار رییس کتابخانه مرکزی دانشگاه تهران بود، ایشان کمک می‌کردند و آدم و دوربین دادند. رفتیم همه آن اسناد را عکس‌برداری کردیم و پنج جلد کتاب اسناد چاپ کردیم و شد ده جلد کتاب.»
از ستوده حدود ۶۰ جلد کتاب و نزدیک به ۳۰۰ مقاله به‌جا مانده‌است. او نخستین ایرانی است که اولین فرهنگ گویشی را به چاپ رسانید. او در سال ۱۳۸۴ به عنوان چهره ماندگار انتخاب شده‌است. از سوابق علمی و اجرایی او می‌توان به عضویت او در شورای عالی علمی مرکز دايرة المعارف بزرگ اسلامی (از سال ۱۳۸۴ تا ۱۳۹۳) اشاره کرد. به گزارش مرکز دایرة المعارف بزرگ اسلامی، او همچنین عضو جامعه ملی جغرافیای آمریکا (از سال ۱۳۳۱) و استاد گروه تاریخ دانشگاه تهران (از سال ۱۳۵۴) بوده‌است.